# 3:10 to Yuma
3:10 to Yuma er en amerikansk westernfilm fra 2007, der er en nyindspilning fra 1957'er filmen 3:10 to Yuma, der gør det til den anden filmatisering af Elmore Leonards novelle. Filmen er instrueret af James Mangold og hovedrolleindehaverne er Russell Crowe (Gladiator) og Christian Bale (Batman Begins). Optagelserne fandt sted på adskillige locations i New Mexico. 3:10 to Yuma havde premiere den 7. september 2007, i USA og den 25. februar i Danmark.

## Handling
Dan Evans (Christian Bale) er en retskaffen men fattig ranchejer, som kæmper en brav kamp med økonomien for at holde sammen på sin lille familie. Han har mistet sit ben i Borgerkrigen og har derfor svært ved at arbejde på gården og bliver derfor truet gang på gang af vrede kreditorer, som familien skylder penge. Men Dan indser muligheder da den berømte røver Ben Wade (Russell Crowe) er blevet fanget. Wade skal overføres fra den lille by Brisbee til retten i Yuma i Arizona. En rejse som absolut ikke er risikofri, da Wades bande nu anført af den psykopatiske Charlie Prince (Ben Foster), vil gøre alt for at befri deres leder. Dan melder sig derfor straks, da der efterlyses raske mænd, der mod en god betaling på $200 vil tage med på fangetransporten og forhindre et eventuelt overfald fra Wades bande.
Med sig har han Byron McElroy (Peter Fonda) en Pinkerton agent, der kender meget til Wade, Doktor Potter(Alan Tudyk), den lokale læge og Mr. Butterfield (Dallas Roberts), der ejer af en armeret stage coach Ben Wade har røvet. Undervejs krydser Dan og Wade klinger, og selvom de er hinandens modsætninger, viser det sig, at de har mere tilfælles end først antaget.

## Medvirkende
- Russell Crowe som Ben Wade
- Christian Bale som Dan Evans
- Peter Fonda som Byron McElroy
- Logan Lerman som William Evans
- Dallas Roberts som Grayson Butterfield
- Ben Foster som Charlie Prince
- Vinessa Shaw som Emmy
- Alan Tudyk som Doc Potter
- Kevin Durand som Tucker
- Luce Rains som Marshal Weathers
- Gretchen Mol som Alice Evans
- Luke Wilson som Zeke